# Didier Bionaz
Didier Bionaz (fr. AFI: [didje bjɔna]) (Aosta, 22 febbraio 2000) è un biatleta italiano.

## Biografia
Originario di Bionaz, ha esordito in Coppa del Mondo il 6 marzo 2020 a Nové Město na Moravě in sprint (72º), ai Campionati mondiali a Pokljuka 2021, dove si è classificato 20º nella sprint, 57º nell'inseguimento, 59º nell'individuale,  6º nella staffetta e 6º nella staffetta mista, e ai Giochi olimpici invernali a Pechino 2022, dove si è piazzato 48º nell'individuale; l'8 gennaio 2023 ha conquistato il primo podio in Coppa del Mondo nella staffetta mista disputata a Pokljuka (2º). Ai successivi mondiali di Oberhof 2023 ha vinto la medaglia d'argento nella staffetta mista ed è stato 66º nella sprint, 26º nell'individuale e 7º nella staffetta, a quelli di Nové Město na Moravě 2024 si è piazzato 28º nella sprint, 32º nell'inseguimento, 49º nell'individuale, 6º nella staffetta e 10º nella staffetta mista e quelli di Lenzerheide 2025 è stato 43º nella sprint, 49º nell'inseguimento e 49º nell'individuale.

## Palmarès

### Mondiali
- 1 medaglia:
  - 1 argento (staffetta mista a Oberhof 2023)

### Mondiali giovanili
- 1 medaglia:
  - 1 bronzo (staffetta a Osrblie 2019)

### Coppa del Mondo
- Miglior piazzamento in classifica generale: 21º nel 2024
- 6 podi (a squadre):
  - 3 secondi posti
  - 3 terzi posti